# Sötét anyag

Tipikus galaxis forgási görbéje: az A görbe jelöli az előrejelzett sebességet, eszerint a galaxisok külső csillagai nagyon lassan keringenek a középpont körül. A B görbe jelöli a megfigyelt értéket. A kettő közti különbség a sötét anyag létét valószínűsíti.

A Világegyetem tömegének nagy részét nem a sötét anyag alkotja

A sötét anyag olyan anyagfajta, amely csillagászati műszerekkel közvetlenül nem figyelhető meg, mert semmilyen elektromágneses sugárzást nem bocsát ki és nem nyel el, jelenlétére csak a látható anyagra és a háttérsugárzásra kifejtett gravitációs hatásból következtethetünk. A Világegyetem tömegének csupán 4,6%-át alkotja a megfigyelhető anyag, 23% a sötét anyag aránya, és 72% a sötét energia.

## Felfedezésének története

### Elméleti felvetés
A sötét anyag létezését először Jacobus Kapteyn holland csillagász tételezte fel 1922-ben. A hipotézist kollégája, Jan Oort részletesebben is kifejtette 1932-ben a Tejútrendszerre vonatkozó vizsgálódásai alapján. Az elméletet Fritz Zwicky svájci asztrofizikus 1934-ben a gyakorlatban is megfigyelte a Coma galaxishalmaz vizsgálata nyomán. A galaxishalmaz szélén levő galaxisok sebességéből és a galaxishalmaz fényességéből, valamint a galaxisok száma alapján két tömegbecslést adott. A kettőt összehasonlítva látta, hogy a sebességeloszlásból számított tömeg 400-szor nagyobb, mint a távcsővel mért. Ezért volt szükség bevezetni a sötét anyag fogalmát: ez az anyag távcsővel nem látszik, viszont elég nagy tömegű, hogy a megfigyelt sebességeloszlást magyarázza.

## Felfedezése
1970-ben Vera Rubin a Department of Terrestrial Magnetism (DTM) („földmágnesség”) osztályon dolgozott a Carnegie Institute of Washington intézetben. A DTM igazgatója, Kent Ford csillagász akkor alkotott meg egy új, nagy sebességű, széles spektrumú spektrográfot, amivel egyetlen nap alatt 8-10 mérést lehetett elvégezni (az akkoriban használt műszerek csak napi 1 mérésre voltak képesek).
1970. március 27-én Vera Rubin a DTM távcsövét az Androméda-galaxisra irányította. Ellenőrizni szerette volna, hogy az Androméda milliónyi csillaga úgy mozog-e, ahogyan az elméletek leírják.
A spektrográf a csillagokban lévő kémiai elemeknek megfelelő hullámhosszakon vonalakat rajzolt egy papírra, amit Rubin mikroszkópon keresztül tudott elemezni. Ismert volt számára, hogy a kirajzolt vonalak annak megfelelően tolódnak el följebb vagy lejjebb a frekvenciaskálán, hogy az adott csillag felénk közeledik vagy távolodik-e, a Doppler-effektushoz hasonlóan (relativisztikus Doppler-effektus).
Rubin kíváncsi volt rá, hogy a Doppler-hatás alapján meg tudja-e határozni a csillagok sebességét távoli galaxisokban.
Azt tapasztalta, hogy az Androméda szélén lévő csillagok is épp olyan gyorsan mozogtak, ahogy a galaxis közepén lévők. Ez azonban nem felelt meg az elméletekből következő várakozásoknak.
A következő két hónapban 200 mérést rögzített papíron. Minden más galaxis esetén is hasonló eredményt kapott. Az összes sebesség „hibás” volt. A fizika ismert törvényeinek megfelelve ezek a csillagok túl gyorsan mozogtak, jó néhányuk esetén a gravitáció nem lett volna elég, hogy a pályájukon tartsa őket, ki kellett volna repülniük az intergalaktikus térbe. Valami azonban mégis a galaxisban tartotta a csillagokat.
Rubin számára két lehetséges ok kínálkozott:
- vagy Isaac Newton gravitációs törvényei rosszak (ezt a tudományos világ nehezen fogadta volna el),
- vagy a világegyetemben van olyan extra anyag, amely a visszahúzó erőért felelős, de az akkori csillagászati eszközökkel nem kimutatható.

Rubin a második magyarázatot választotta, és a „fölös” anyagot sötét anyagnak nevezte el (mivel nem volt látható, sem kimutatható).
Számításai szerint a világegyetem 90%-ban sötét anyagból áll. Elméletét 1975-ben ismertette az American Astronomical Society találkozóján.
A tudományos világnak ennek az elméletnek az elfogadásához egy évtized kellett.

## Megfigyelések
A sötét anyag jelenlétére jelenleg a következő megfigyelésekből következtethetünk:
- A csillagok sebességeloszlása galaxisokban (a galaxisok forgási görbéje).
- Törpegalaxisok megléte galaxishalmazok központi vidékén: itt a sötét anyag közreműködése nélkül már szétestek volna a nagyobb galaxisok árapályerőinek köszönhetően.[6]
- A galaxisok sebességeloszlása galaxishalmazokban.
- A csillagközi gáz sűrűség-, hőmérséklet- és nyomáseloszlása galaxishalmazokban.
- A galaxishalmazok által a kozmikus háttérsugárzásra kifejtett gravitációs lencsehatás.

Alkotórészei alapján feloszthatjuk barionos és nem barionos sötét anyagra. A barionos sötét anyag lehet:
- Csillagközi köd: távcsövekkel a csillagközi hidrogén ködökben csak az atomos hidrogént látjuk s ennek következtében az a hallgatólagos nézet alakult ki, hogy ezek a ködök atomos hidrogénből állnak. Azonban az alacsony hőmérsékletű hidrogén sokkal stabilabb molekuláris állapotban, viszont a molekuláris hidrogén jószerével láthatatlan. Elképzelhető, hogy az eddig is ismert hidrogénfelhők tömege a mostani vélekedés többszörösét teszi ki.

Az Európai Űrügynökség (ESA) által a légkör fölé telepített IR spektroszkóppal sikerült kimutatni az atomos hidrogén mennyiségének 5-15-szörösét az NGC 891 számú, élével felénk néző galaxisban, amely mennyiség elegendő a hiányzó anyag molekuláris hidrogénként való értelmezéséhez.
- Kompakt objektum: fekete lyuk, fehér törpe, neutroncsillag, barna törpe és a feltételezett kvarkcsillag.
- LSB-k (kicsi felszíni fényességű galaxis).
- MACHO-k (nagy tömegű kompakt haloobjektum).

A nembarionos sötét anyag lehet:
- neutrínó,
- WIMP-ek (gyengén kölcsönható nehéz elemi részecske),
- Axionok (elektromos töltéssel és spinnel nem rendelkező elemi részecskék).[8]

A barionos és a nem barionos sötét anyag arányát a kozmikus háttérsugárzás fluktuációjából lehet megállapítani. Ennek alapján a sötét anyag nem barionos, és valószínűleg teljesen újfajta részecske.

### Lehetséges kimutatása
2008 tavaszán olasz fizikusok bejelentették, hogy a Gran Sasso-csúcs alatti alagútban lévő DAMA projekt (Dark Matter) detektoraival valószínűleg sikerült a sötét anyag részecskéinek árama által kiváltott fizikai jelenségeket detektálni, ugyanis két független érzékelő által szolgáltatott adatokban kimutatták az 1980-as években elméletileg megjósolt éves ingadozást, amely azzal függ össze, hogy Nap körüli pályáján a Föld fél évente a Nap galaxismag körüli mozgásával egyező, fél évenként pedig azzal ellentétes irányba mozog.
A NASA Chandra űrtávcsöve pedig 2006-ban közvetett bizonyítékot talált a sötét anyag létezésére, a Lövedék halmaz néven ismert ütköző galaxisok anyageloszlását vizsgálva.

## Alternatív elmélet: a MOND
Egyes csillagászok szerint a sötét anyag nem létezik, és a neki tulajdonított jelenségekre a gravitáció nagy távolságokon eltérő viselkedése a válasz. A MOND (Modified Newtonian Dynamics, módosított newtoni dinamika) elmélete szerint a gravitációs erő nagy távolságokon nem a távolság négyzetével, hanem csak a távolsággal arányos fordítottan.
Az elmélet kritikusai szerint azonban ez egyrészt nem tudja megmagyarázni a galaxishalmazok gravitációs hatása révén létrejövő optikai lencsehatást, másrészt nem ad arra magyarázatot, hogy a newtoni gravitáció szabálya miért változik meg nagy távolságban.